# St. Michael (Feuchtwangen)

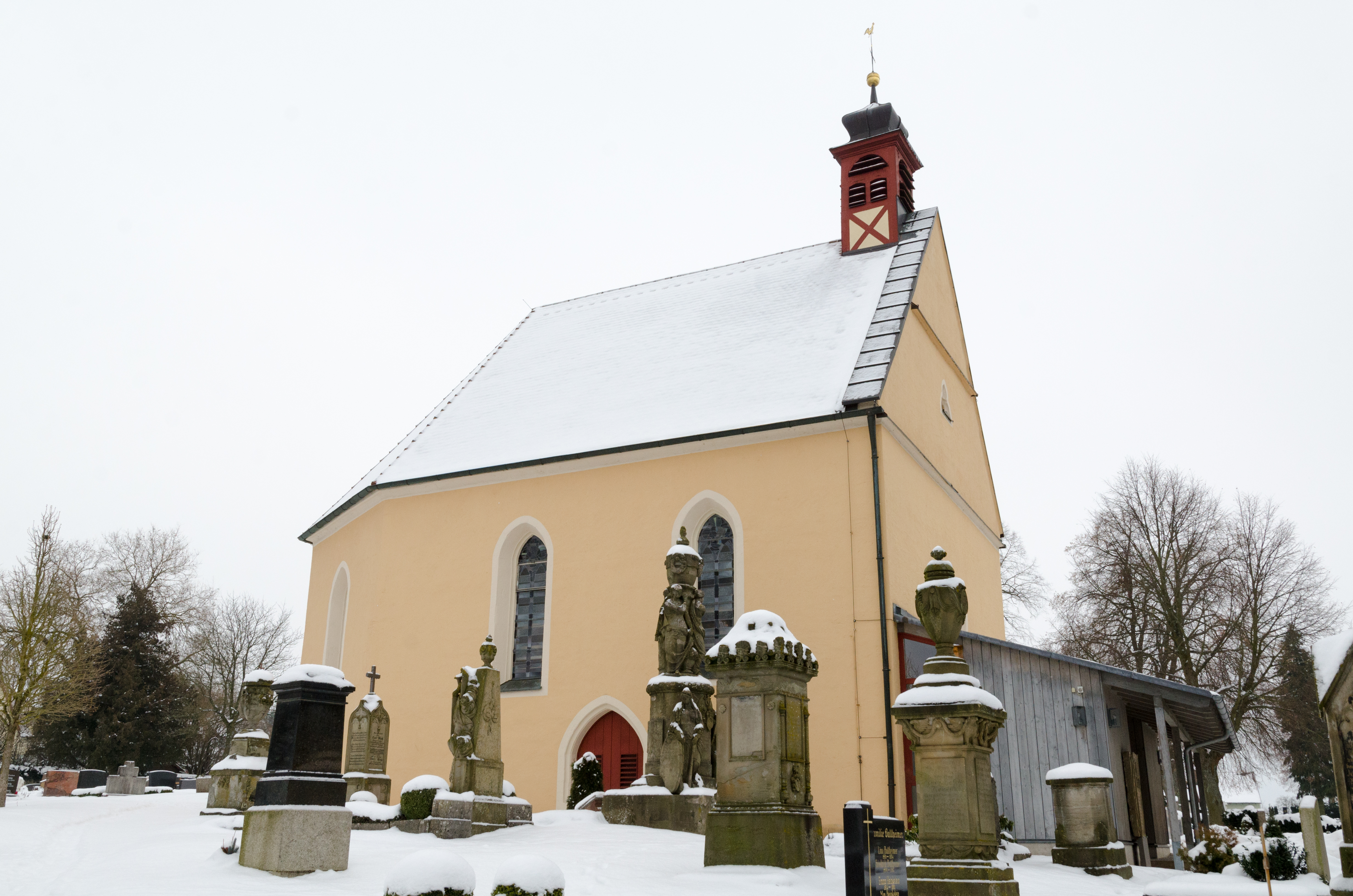
St. Michael (Feuchtwangen)

Die Friedhofskapelle St. Michael steht inmitten des Kirchfriedhofs von Feuchtwangen, einer Stadt im Landkreis Ansbach (Mittelfranken, Bayern). Das Bauwerk ist unter der Denkmalnummer D-5-71-145-80 als Baudenkmal in der Bayerischen Denkmalliste eingetragen. Die Kirche gehört zur Kirchengemeinde Feuchtwangen im Dekanat Feuchtwangen im Kirchenkreis Ansbach-Würzburg der Evangelisch-Lutherischen Kirche in Bayern.

## Beschreibung
Im Jahre 1532 wurde der Friedhof von der Innenstadt an den heutigen Standort verlegt. Hier wurde 1620 die Friedhofskapelle gebaut. Die Saalkirche besteht aus einem Kirchenschiff mit dreiseitigem Abschluss im Osten. Ihrem Satteldach wurde 1696 im Westen ein quadratischer Dachreiter aufgesetzt, der mit einer Zwiebelhaube bedeckt ist. Im Glockenstuhl hängt eine Kirchenglocke aus dem Jahre 1500, die vorher in einer Kapelle in Kaltenbronn hing. Zur Kirchenausstattung gehört eine Kanzel aus der Bauzeit.